# Arctia dido
Arctia dido là một loài bướm đêm thuộc phân họ Arctiinae, họ Erebidae.